# Taucherkirche

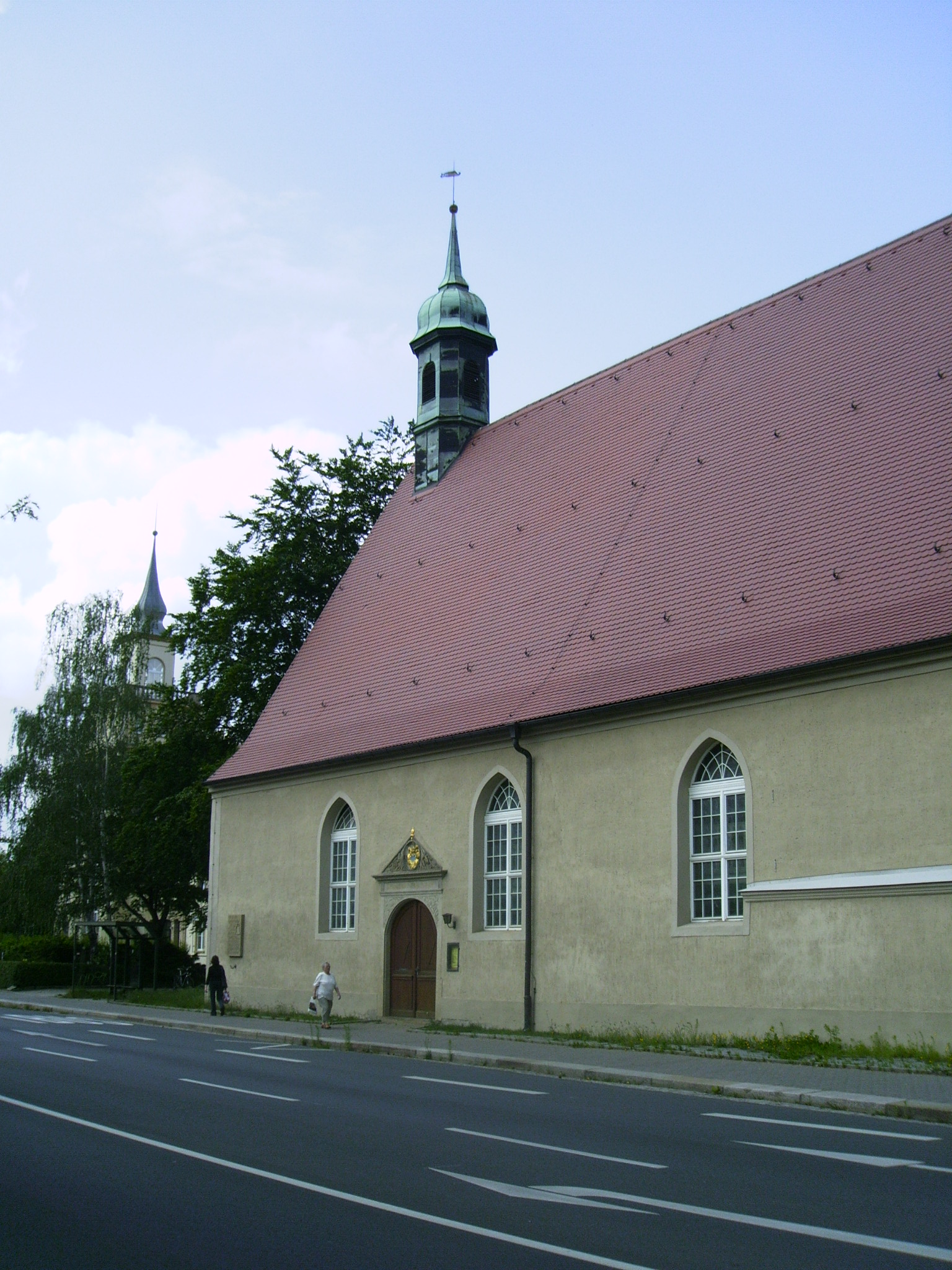
Südansicht der Kirche, im Hintergrund der Turm der Berufsakademie Bautzen

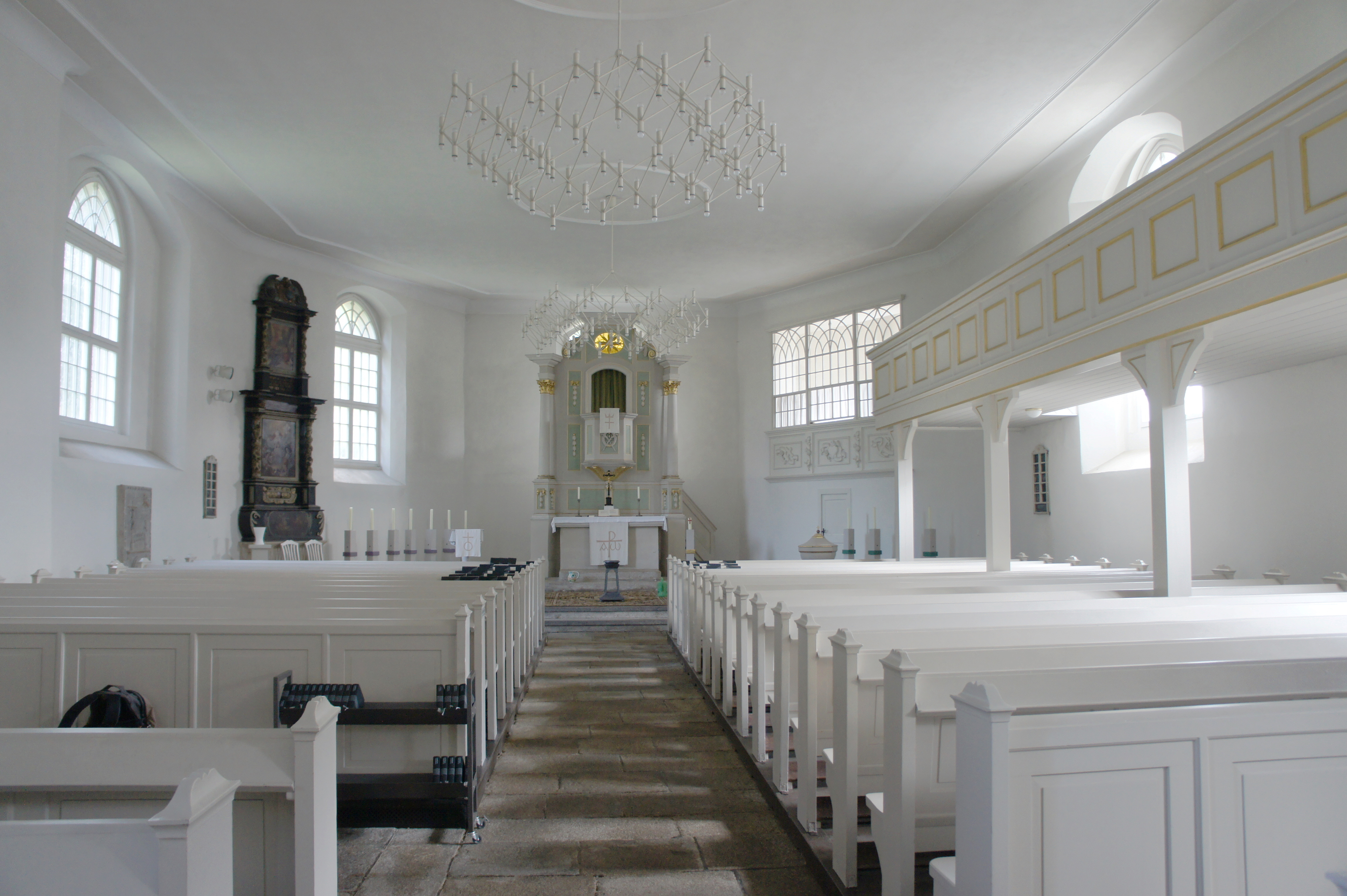
Kirchenraum

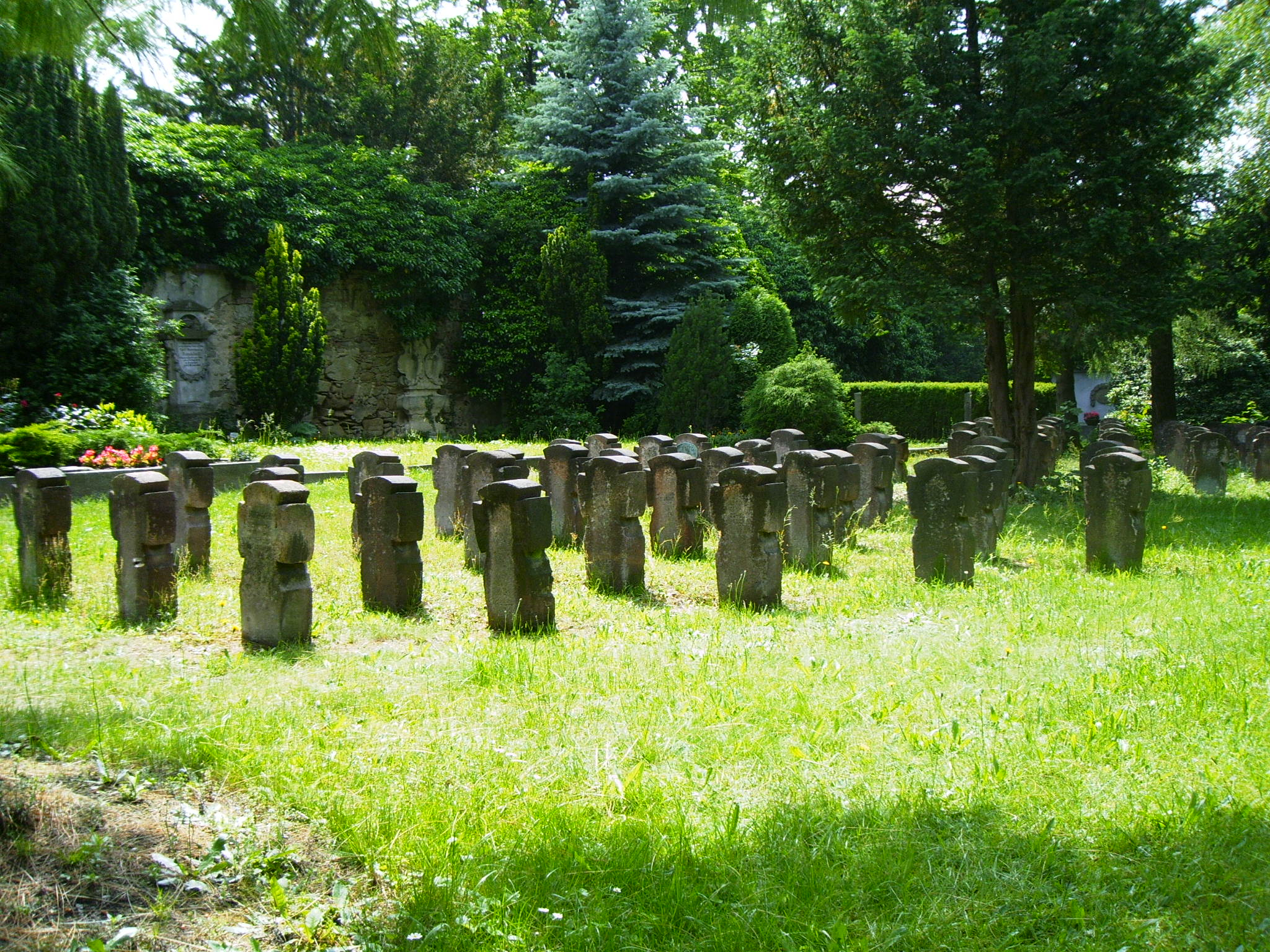
Kriegsgräber auf dem Taucherfriedhof

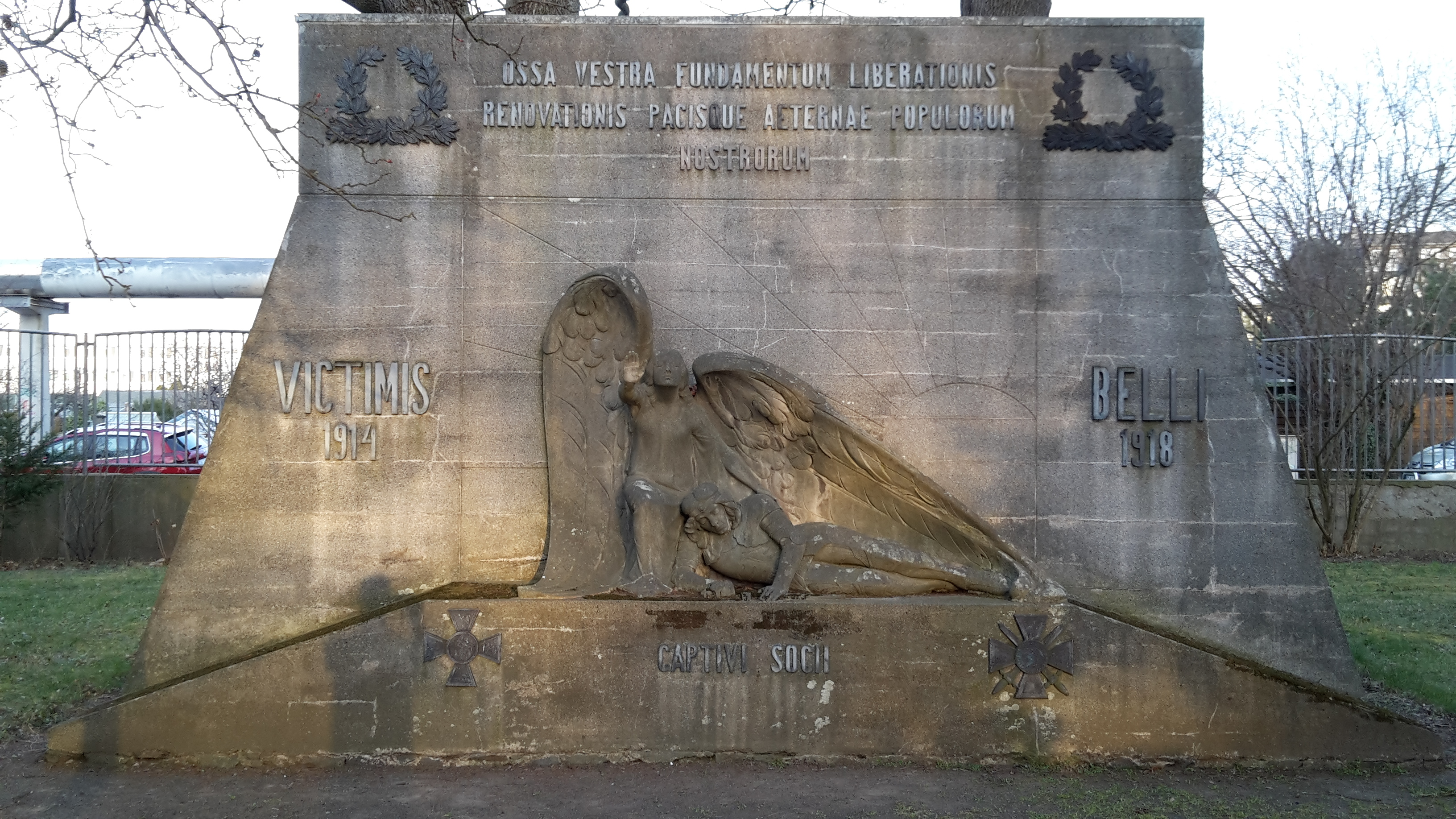
Denkmal für verstorbene Kriegsgefangene des Ersten Weltkrieges auf dem Taucherfriedhof

Die Taucherkirche, obersorbisch Tuchorska cyrkej, ist eines der sieben historischen Kirchgebäude in Bautzen. Der Name leitet sich vom etwa 15 km westlich der Stadt befindlichen Taucherwald bei Uhyst ab. 
Ursprünglich außerhalb der Stadtmauern und östlich des Zentrums gelegen, befindet sich die Taucherkirche heute im zentralen und einwohnerstärksten Stadtteil Nordostring direkt an der Löbauer Straße (Staatsstraße 111). Heute wird sie neben Gottesdiensten auch für Konzerte genutzt.

## Geschichte
Im Jahre 1523, noch vor dem Bau der Kirche selbst, wurde der erste Teil des heutigen Taucherfriedhofes angelegt und der Heiligen Dreifaltigkeit geweiht. Der einzige städtische Friedhof befand sich bis dahin auf dem heutigen Fleischmarkt zwischen Rathaus und Petridom und bot längst nicht mehr genug Platz für eine Stadt mit 6.000 Einwohnern. Um einen Versammlungsort zu schaffen, trug man noch im selben Jahr die Marienkapelle im Taucherwald ab, der seit 1484 im Besitz der Stadt Bautzen war, und baute sie östlich des äußeren Reichentores an der Straße nach Löbau wieder auf. Fortan wurde der Friedhof als „Gottesacker zum Taucher“ bezeichnet. Diese erste Kapelle stürzte jedoch im Jahre 1550 ein. 1587 wurde ein Hospital errichtet. 
Der Bau der neuen Taucherkirche wurde im Jahr 1598 begonnen und schon 1599 wurde das Gebäude feierlich eingeweiht. Schon im Dreißigjährigen Krieg brannte jedoch das Dach völlig aus. 1628 wurde es wiederhergestellt. Im 18. und 19. Jahrhundert erfolgten mehrere größere Umbauten; 1899 wurde das Hospital nach über 200-jährigem Bestehen abgebrochen. Während der Koalitionskriege hatte noch die Kirche selbst als Lazarett gedient. Die 1885 eröffnete Begräbnishalle auf dem Friedhof nahm der Taucherkirche die Funktion einer Begräbniskirche ab.
Von 1917 bis 1926 erfolgte die erste Grundsanierung der Kirche. Die durch die von der Stiftung Taucherkirche organisierten Spendenaktionen, Benefizkonzerte und Fördermittel ermöglichte Sanierung der Taucherkirche wurde ab 2000 in Angriff genommen. Der Friedhof erstreckt sich nach zahlreichen Erweiterungen im Lauf der Jahrhunderte heute über eine Fläche von 7,9 ha und bietet Platz für 5000 Gräber.